# ران کانادا
ران کانادا (به انگلیسی: Ron Canada) (زاده ۳ مه ۱۹۴۹) بازیگر آمریکایی است. از فیلم‌هایی که او در آن بازی کرده‌است، می‌توان به درست مثل بهشت، مهمانان ناخوانده عروسی، رئیس‌جمهور آمریکا، عزیزم، بچه را بزرگ کردم، ماجراهای نگهداری از کودکان، در عمق زیاد و شکار اشاره کرد.

## فعالیت حرفه‌ای
پس از اتمام تحصیل روزنامه‌نگاری در میشل کلارک، دانشگاه کلمبیا، ران کانادا تحت هدایت تهیه کننده فرد فرندلی کار خود را به عنوان گزارشگر اخبار تلویزیونی در سال ۱۹۷۱ در WBAL-TV آغاز کرد. در سال ۱۹۷۴، پس از سه سال کار کار جدید خود را در WJLA-TV در واشینگتن دی سی آغاز کرد. کانادا دو بار در واشینگتن دی سی نامزد جوایز امی شد و در سال ۱۹۷۷ این جایزه را دریافت کرد. سال بعد کانادا جایزه A.P. برای گزارش برجسته را دریافت نمود.